# Port of Tillamook Bay Railroad

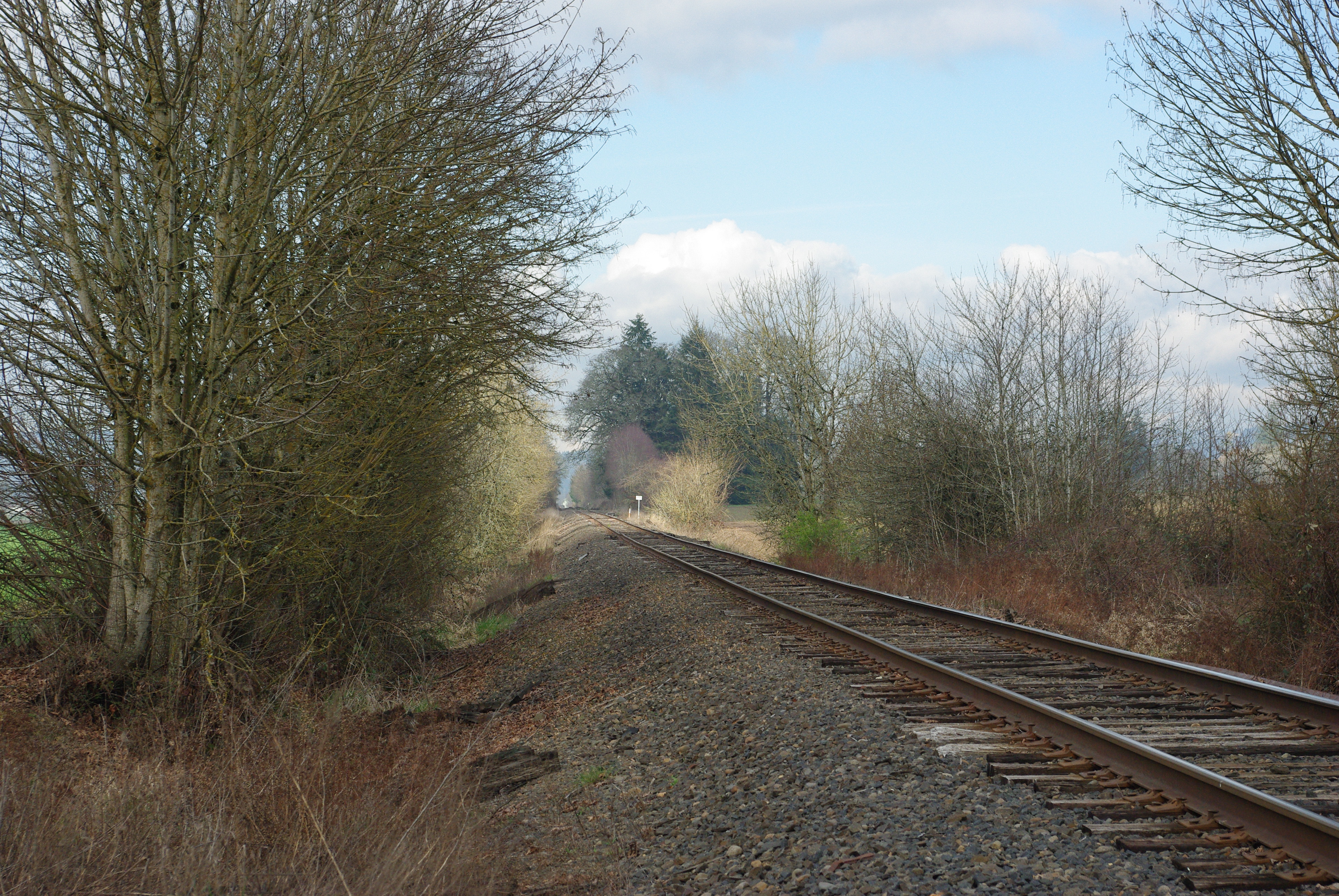
Strecke bei Roy

Die Port of Tillamook Bay Railroad ist eine US-amerikanische Eisenbahngesellschaft im Bundesstaat Oregon. Sie verbindet die Stadt Tillamook am Pazifik über eine 152 km lange Strecke mit der Portland and Western Railroad in Shefflin (bei Banks). Von dort bestehen durch Streckennutzungsrechte Verbindungen zur BNSF in North Plains und zur Union Pacific Railroad in Hillsboro.
Die Gesellschaft Port of Tillamook Bay betreibt die Eisenbahn. 2004 verfügte sie  über 13 Lokomotiven, davon eine Dampflok der Bauart Heisler.

## Geschichte
Die Gesellschaft entstand 1952, um eine Strecke zur ehemaligen US Navy Basis für Luftschiffe einzurichten. Auf der Basis waren ein Flugplatz und ein Industriegelände entstanden. 1986 erhielt die Gesellschaft Streckennutzungsrechte über die Southern-Pacific-Railroad-Strecke nach Hillsboro. Die Strecke hatte die Pacific Railway & Navigation Company 1906 bis 1911 gebaut. 1915 übernahm sie die Southern Pacific. Das Transportaufkommen war von Mitte der 1970er Jahre von 7000 Wagenladungen auf 454 Wagenladungen im Jahr 1986 zurückgegangen. Der Betrieb auf der Strecke erfolgte ab 1986 durch das Unternehmen „Rail-West“ der Gebrüder Root.
Am 1. Februar 1990 erwarben der Staat Oregon und die Port of Tillamook Railroad die Strecke von Tillamook bis Shefflin für einen Preis von 2,8 Mio. $ inklusive dreier Lokomotiven. Der Betrieb der Strecke wurde fortan eigenständig durchgeführt. 1996 spülten  langanhaltende Regenfälle über 26 km Strecke weg. Der Wiederaufbau der Strecke kostete 12 Mio. $. Insgesamt investierte die Betreibergesellschaft bisher mehr als 30 Mio. $ in die Eisenbahnstrecke. Nach weiteren schweren Überschwemmungen  und Erdrutschen im Dezember 2007, die im Salmonberry River Canyon große Teile der Strecke fortspülten, musste der Betrieb erneut eingestellt werden. Die Reparaturkosten werden mit 57 Millionen US-Dollar beziffert. Für den Wiederaufbau der Strecke wurden 44,6 Millionen US-Dollar von der FEMA zur Verfügung gestellt. Die Hafengesellschaft ist jedoch nicht in der Lage die restlichen Mittel aufzubringen. Durch die Bahngesellschaft wird vorerst nur der Betrieb auf dem Abschnitt zwischen Banks und Cochran sichergestellt.
Als Touristenzüge fahren  der Spirit of Oregon und der Oregon Coastline. Da die Region um Tillamook vor allem für den dort hergestellten Käse bekannt ist, kamen die Betreiber der Eisenbahngesellschaft auf die Idee, die Lokomotive Nr. 101 zu Werbezwecken wie ein Holstein-Rind zu lackieren.